# فينس بارنيت
فينس بارنيت (بالإنجليزية: Vince Barnett)‏ هو ممثل أمريكي، ولد في 4 يوليو 1902 ببيتسبرغ في الولايات المتحدة، وتوفي في 10 أغسطس 1977 في الولايات المتحدة بسبب نوبة قلبية.

## أعمال

### أفلام
- (1930) كل شيء هادىء على الجبهة الغربية[4]
- (1936) سان فرانسيسكو

## وصلات خارجية
- فينس بارنيت على موقع IMDb (الإنجليزية)
- فينس بارنيت على موقع ألو سيني (الفرنسية)
- فينس بارنيت على موقع أول موفي (الإنجليزية)
- فينس بارنيت على موقع قاعدة بيانات الأفلام السويدية (السويدية)
- فينس بارنيت على موقع قاعدة بيانات الفيلم (الإنجليزية)
- فينس بارنيت على موقع كينوبويسك (الروسية)